# Vor Frue Kirke (Kalundborg)
 For alternative betydninger, se Vor Frue Kirke. (Se også artikler, som begynder med Vor Frue Kirke)
Vor Frue Kirke er sognekirken i Vor Frue Sogn og ligger midt i Kalundborgs gamle bydel, Højbyen. Kirken blev så vidt vides opført af Esbern Snare omkring 1170, men færdiggjort af hans datter Ingeborg og hendes mand Peder Strangesen i 1220. Kirken er enestående i verden: Dens grundplan er et græsk kors, hvor hver af de fire korsarme afsluttes med et tårn, og det femte tårn rejser sig, hvilende på fire granitsøjler, over kirkens midtpunkt. Kirkens borgagtige udseende skyldes ikke, at den har været led i byens forsvar, men det skal lede tanken hen på "Det himmelske Jerusalem", hvor Gud og mennesker ifølge Bibelen ved tidernes ende skal bo sammen. I Middelalderen forestillede man sig nemlig Det himmelske Jerusalem som en befæstet by med fem tårne.
Det midterste af de fem tårne styrtede sammen i 1827, men blev genopført ved en restaurering, der blev afsluttet i 1871 ved arkitekt Vilhelm Tvede.
I kirkegårdsmurens nordvestlige hjørne ligger præsteboligen fra omkring 1400, senere anvendt til rektorbolig, fattigskole og nu til ligkapel.

## I populærkultur
Vor Frue Kirke spillede en central rolle i den danske dramaserie Rejseholdet i afsnit 18 "Assistancemelding A-3/01", hvor klimakset i opklaringen foregår. To mordere har taget gidsler i kirken, og specialtropper bliver sendt ind for at befri dem. Afsnittet blev sendt første gang d. 6. januar 2002.

## Galleri
- Vor Frue Kirke set fra Adelgade.
- Maleri af J.Th. Lundbye fra 1837 på Statens Museum for Kunst.
- Vor Frue Kirke omkring 1895.
- Hærvigen med Vor Frue Kirke i baggrunden.
- Altertavlen i Vor Frue Kirke.
- Døbefonten i Vor Frue Kirke.
- Kalkmaleri i Vor Frue Kirke.
- Kirken inden for. Vor Frue Kirke.
- Rektorboligen, nuværende ligkapel, ved Vor Frue Kirke.